# Lycoris guttata
Lycoris guttata är en ringmaskart som beskrevs av Risso 1826. Lycoris guttata ingår i släktet Lycoris och familjen Nereididae. Inga underarter finns listade i Catalogue of Life.